# 아드리아노플 조약 (1829년)

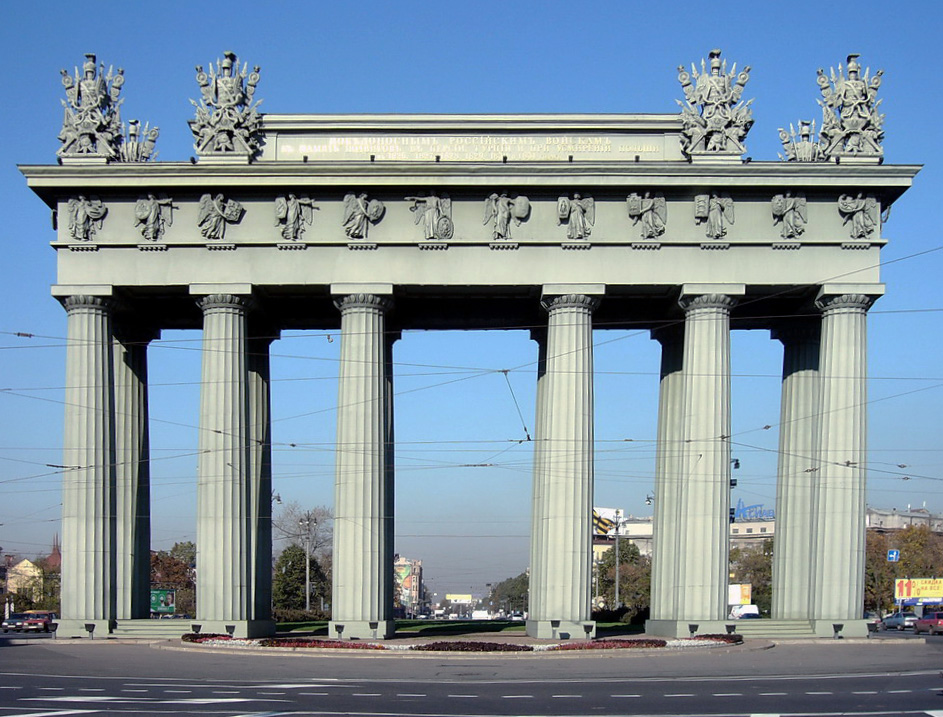
1836년부터 1838년 사이에 상트페테르부르크에 건립된 모스크바 개선문. 1828년부터 1829년 사이에 일어난 러시아-튀르크 전쟁에서 러시아 제국이 승리한 것을 기념하기 위해 건립되었다.

아드리아노플 조약 (또는 에디르네 조약)은 러시아-튀르크 전쟁 (1828년-1829년)을 종결시킨 조약으로 러시아 제국과 오스만 제국 사이에 체결되었다. 1829년 9월 14일 에디르네에서 러시아 제국 대표 알렉세이 표도로비치 오를로프와 오스만 제국 대표 압뒬카디르 베이가 조약을 체결했다. 오스만 제국은 러시아 제국에 다뉴브강의 입구들에 대한 접근을 허용했으며 조지아의 아할치헤와 아할칼라키 요새를 할양했다. 술탄은 카자르 왕조가 투르크만차이 조약 당시 차르에게 할양했던 이메레티 주, 사메그렐로, 구리아 주를 비롯한 조지아의 여러 지역과 나히체반 칸국, 예레반에 대한 러시아 제국의 영유권을 인정했다. 이 조약을 통해 다르다넬스 해협은 모든 상선이 통과할 수 있었기 때문에 곡물, 가축, 목재에 대한 교역이 허용되었다. 그러나 1833년 휜카르 이스케레시 조약이 체결되기 전까지 해협 문제는 서명자들 사이에서 완전히 해결되지 못했다.
아드리아노플 조약 체결 당시 술탄은 이전에 자치권을 약속했던 세르비아 공국의 자치를 재보장했고, 그리스의 자치를 약속했으며 오스만 정부가 배상금을 지불할 때까지 몰다비아와 왈라키아에 러시아가 주둔하는 것을 허용했다. 그러나 휜카르 이스케레시 조약에서의 수정을 통해 이 배상금들은 대규모로 축소되었다. 아드리아노플 조약을 통해 왈라키아와 오스만 제국 사이의 국경도 다뉴브강의 입구로 조정되었고, 왈라키아 공국은 이에 따라 투르누머구렐레, 지우르지우, 브러일라를 다스리게 되었다.

## 같이 보기
- 러시아-튀르크 전쟁 (1828년-1829년)
- 그리스 독립 전쟁
- 런던 조약
- 투르크만차이 조약
- 러시아-오스만 제국 관계